# Cigonya oriental
La cigonya oriental o cigonya blanca oriental (Ciconia boyciana) és un ocell camallarg de la família dels cicònids (Ciconiidae), de color general blanc amb plomes negres a les ales. Està molt relacionada i s'assembla molt a la cigonya blanca europea, de la qual abans era sovint considerada una subespècie, si bé és una mica més gran, fent 100-129 cm d'alçada, amb un pes de 4,4 a 5 kg i una envergadura de 2,22 m. Es diferencia a més per la pell vermella al voltant de l'ull, un iris blanquinós i el bec negre.
Originalment es podia trobar al Japó, Xina, Corea i Rússia. S'han extingit a la península de Corea i Japó, on hi ha intents per reintroduïr-la. En hivern migren cap a la Xina Oriental on romanen des de setembre fins al març.
La seva dieta consisteix principalment en peixos, granotes, insectes, petites aus, rosegadors i rèptils. La femella pon 2 – 6 ous.

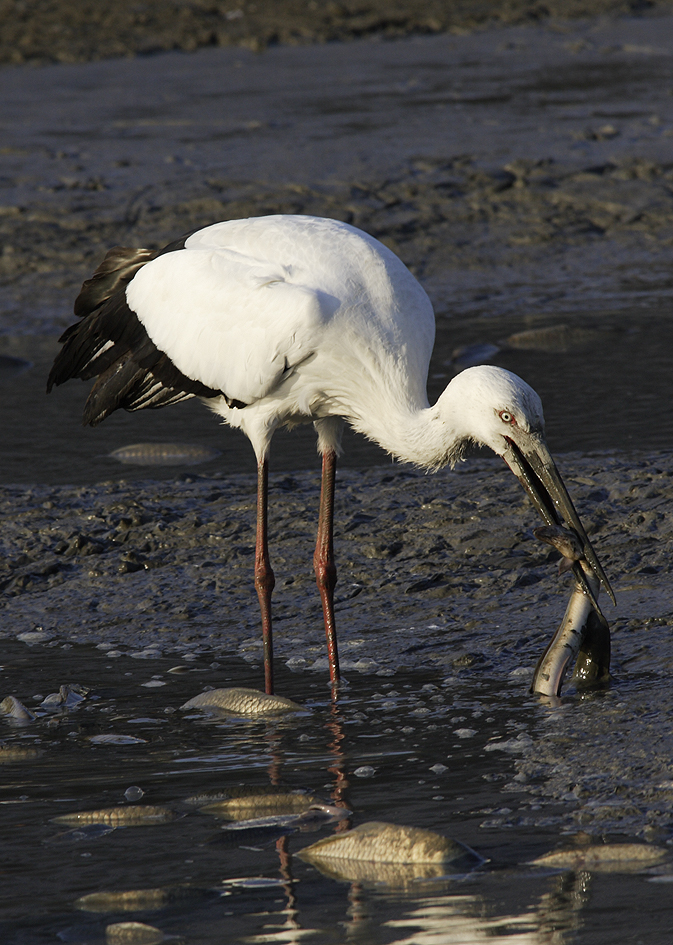
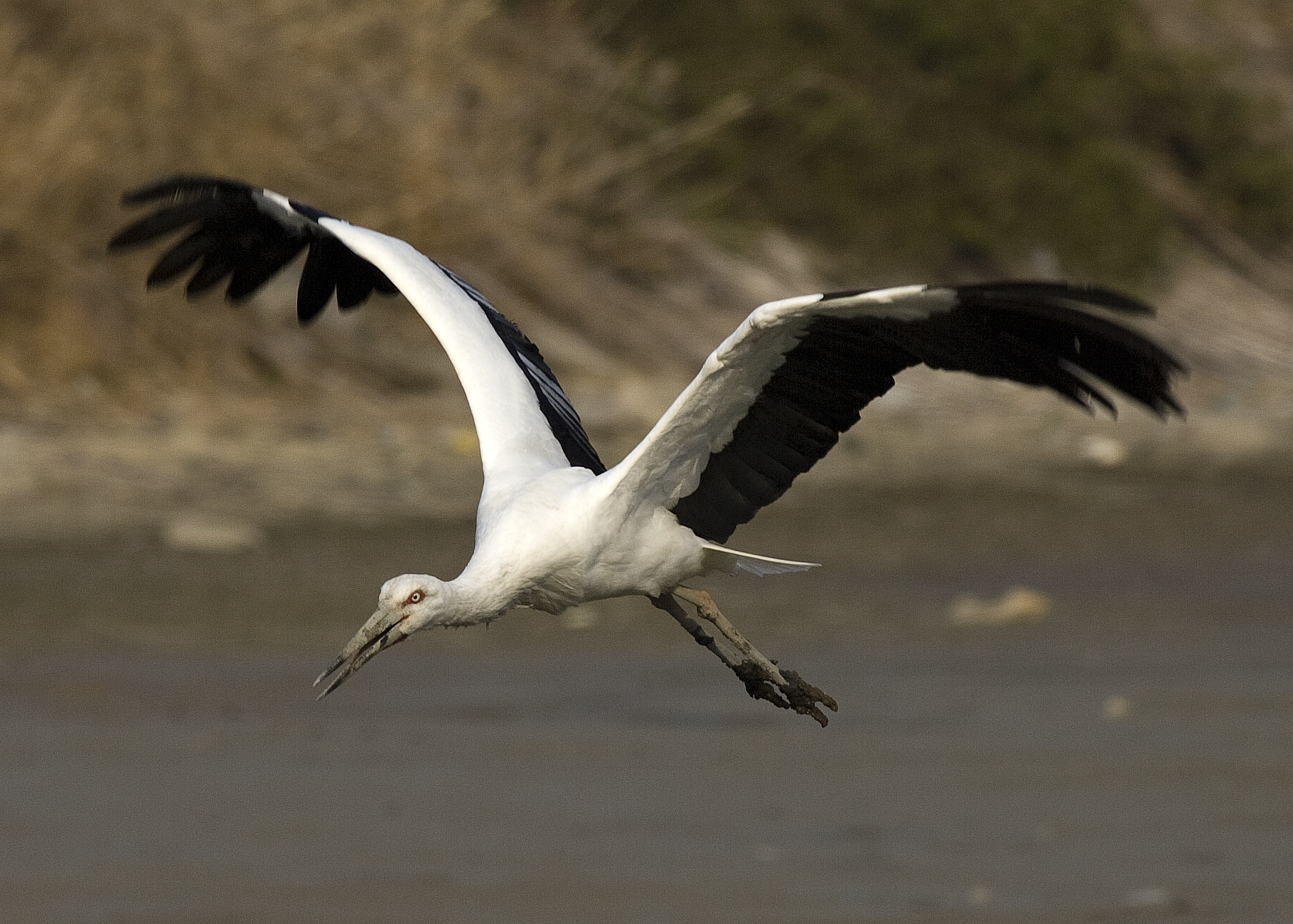